# Cratère de Crawford
Pour les articles homonymes, voir Crawford.
Le cratère de Crawford est un cratère d'impact situé en Australie-Méridionale, au nord-est d'Adélaïde.
Son diamètre est de 8,5 km et son âge est estimé à 35 millions d'années.